# بيير دولين
بيار دولاين (بالإنجليزية: Pierre Dulaine)‏ (مواليد 23 أبريل 1944) معروف كراقص صالونات ومدرب رقص، وهو مخترع طريقة دولاين لتعليم الرقص. كما قام بتأليف صفوف تعليمية للرقص خلال برنامج تطوير اجتماعي وعاطفي لطلاب الصف الخامس، يستخدم فيه الرقص لتغيير حياة الأطفال وعائلاتهم.

## روابط خارجية
- بيير دولين على موقع قاعدة بيانات برودواي على الإنترنت (الإنجليزية)